# باغتشة تشيق
باغتشة تشيق هي قرية في مقاطعة كوثر، إيران. عدد سكان هذه القرية هو 57 في سنة 2006.